# 上野芝向ヶ丘町
上野芝向ヶ丘町（うえのしばむこうがおかちょう）は、大阪府堺市西区の町名。

## 概要
向ヶ丘は阪和電鉄の分譲地。

## 歴史

### 向ヶ丘八幡宮
昭和28年(1958）に向ヶ丘自治会が継承。正式に神社として公認される。
御神祭
主祭神に応神天皇で産土神と久延彦命を配祀。

## 自治会
昭和7年(1932)に自治会誕生。

### 地域行事
- 盆踊り
- だんじり祭り

## 事業所
2021年（令和3年）現在の経済センサス調査による事業所数と従業員数は以下の通りである。
| 町丁           | 事業所数  | 従業員数 |
| -------------- | --------- | -------- |
| 上野芝向ヶ丘町 | 128事業所 | 1,048人  |

## 学区
市立小・中学校に通う場合、学区は以下の通りとなる。
| 町丁               | 小学校     | 中学校       |
| ------------------ | ---------- | ------------ |
| 上野芝向ヶ丘町各丁 | 向丘小学校 | 上野芝中学校 |

## 交通

### 鉄道
- 上野芝駅

### バス
- 神野町
- 北条町

## 郵便
- 郵便番号 : 593-8303 [2]（集配局：鳳郵便局[7])。